# Décès en novembre 1941
Décès
- 1882
- 1883
- 1884
- 1885
- 1886
- 1887
- 1888
- 1889
- 1890

Pour une information complémentaire, voir la page d'aide.

| Date       | Nom        | Pays                 | Activités                           | Âge | Source |
| ---------- | ---------- | -------------------- | ----------------------------------- | --- | ------ |
| 5 novembre | Léo Wanner | Drapeau de la France | Journaliste et militante française. | 55  |        |